# 豊岡鞄
豊岡鞄（とよおかかばん、Toyooka Kaban）は、兵庫県豊岡市で生産されている鞄。奈良時代より続く柳行李（豊岡杞柳細工）をルーツとしている。2006年（平成18年）11月に特許庁が導入する地域団体商標制度の地域ブランドに認定された。

## 概要
円山川下流域に広がる豊岡盆地では、奈良時代より円山川に自生するコリヤナギを編んだ柳行李（豊岡杞柳細工）が作られており、江戸時代後期には豊岡藩の奨励により杞柳産業として確立した。
豊岡鞄の源流は1881年（明治14年）に八木長右衛門が第2回内国勧業博覧会（東京・上野）に出品した3本革バンド締めの行李鞄とされている。豊岡鞄として初めて販売されたものは、1917年（大正6年）に柳行李に漆を塗り錠前を取り付けた「新型鞄」を奥田平治が創案して販売したものが最初とされている。
同市で製造された鞄は「豊岡産」「豊岡製」「日本製」などと呼ばれ、そのうち兵庫県鞄工業組合が定めた基準を満たす企業の優れた製品を、商標登録している地域ブランド「豊岡鞄」として認定している。

## 沿革
- 1881年（明治14年） - 八木長右衛門が第2回内国勧業博覧会に行李鞄を出品する
- 1917年（大正6年） - 奥田平治が「新型鞄」を売りに出す
- 1928年 - 1931年頃 - 新素材を使用した繊維鞄が商品化される
- 1936年（昭和11年） - ベルリンオリンピックの選手団のかばんに豊岡鞄（ファイバー鞄）が採用される
- 1938年（昭和13年） - 組合員60名、月産約8万個となる
- 1941年（昭和16年） - 月産14万個に達するが、この頃より戦火の拡大に伴い材料の確保が困難となる
- 1949年（昭和24年） - 初めて鞄産業が豊岡町の工産品生産高の第1位となる
- 1952年（昭和27年） - この頃から豊岡市の主産業が「柳行李」から「ファイバー鞄」になる
- 1953年（昭和28年） - この頃からビニールレザー素材が出現する
- 1956年（昭和31年） - オープン協会が設立される
- 1968年（昭和43年）11月 - 豊岡鞄工業センター（豊岡鞄団地）が造成される
- 1983年（昭和58年） - コンピュータミシンが導入される
- 1989年（平成元年） - 日本の鞄生産量の8割を生産し、日本一となる
- 1990年（平成2年）3月 - 兵庫県商工部が「豊岡鞄産地振興ビジョン」を策定する
- 1994年（平成6年） - 豊岡・世界かばん博94inひょうごが開催される
- 2004年（平成16年）1月5日 - 18日 - 大阪府吹田市の百貨店で豊岡フェアが開催される[4]
- 2004年（平成16年）10月 - 平成16年台風第23号により甚大な被害を受ける
- 2005年（平成17年）3月21日 - カバンストリートが発足する
- 2007年（平成19年）1月 - インターナショナルファッションフェア（東京ビッグサイト）に出品する
- 2008年（平成20年）4月 - インターナショナルファッションフェア（東京ビッグサイト）に出品する
- 2008年（平成20年）12月 - 鞄をアピールするため、ラッピングを施した「コバス」の運行を開始
- 2009年（平成21年）2月 - デザイナー・由利佳一郎がデザインした鞄がiFデザイン賞を受賞する
- 2009年（平成21年）3月 - 鞄をアピールするため、ラッピングを施した路線バス（全但バス）が運行開始[5]
- 2009年（平成21年）12月 - 城崎温泉に豊岡鞄専門店が開店する[6]
- 2010年（平成22年）1月22-26日 - アートフィアーが国際見本市「メゾン・エ・オブジェ」（フランス・パリ）に出品する

## 祭事
- 柳まつり - 柳の宮神社の例大祭、但馬三大祭りの一つ。

## 関連施設
- 豊岡鞄団地 - 日本で唯一鞄の関連企業を集積した工業団地
- カバンストリート - 日本初のカバンの自販機
- じばさんTAJIMA - 豊岡鞄協会、豊岡商工会議所が入居